# Néris-les-Bains
Néris-les-Bains je francouzská obec v departementu Allier v regionu Auvergne. V roce 2011 zde žilo 2 628 obyvatel.

## Sousední obce
Commentry, Durdat-Larequille, Chamblet, Lavault-Sainte-Anne, Malicorne, Montluçon, Saint-Angel, Villebret

## Vývoj počtu obyvatel
Počet obyvatel 